# エリーザベト・フォン・ルクセンブルク
エリーザベト・フォン・ルクセンブルク（Elisabeth von Luxemburg, 1409年10月7日 - 1442年12月19日）は、ルクセンブルク家の神聖ローマ皇帝およびボヘミアとハンガリーの王ジギスムントと2番目の妃バルバラ・ツェリスカの一人娘。チェコ語名アルジュビェタ（Alžběta Lucemburská）、ハンガリー語名エルジェーベト（Luxemburgi Erzsébet）。ルクセンブルク家最後のルクセンブルク領主であるエリーザベト・フォン・ゲルリッツは従姉にあたる。

## 生涯
1422年にハプスブルク家のオーストリア公アルブレヒト5世と結婚した。エリーザベトの同名の伯母は夫の祖父アルブレヒト3世の最初の妃であったが、子供をもうけることなく早世していた。
1437年に死去した父ジギスムントには男子の継承者がおらず、娘婿であるアルブレヒトが翌1438年にローマ王アルブレヒト2世となり、ボヘミアとハンガリーの王位も継承した。しかし、アルブレヒトは皇帝としての戴冠をはたせないまま、翌1439年に死去した。エリーザベトは翌1440年にアルブレヒトの子ラディスラウスを産んだが、2年後の1442年に死去した。
アルブレヒト2世とエリーザベトの間には他に2女がいた。長女アンナ（1432年 - 1462年）はテューリンゲン方伯ヴィルヘルム3世（ザクセン選帝侯フリードリヒ1世の四男）と結婚した。ヴィルヘルム3世は妻の権利によって1457年から1469年まで名目上のルクセンブルク公となった。次女エリーザベト（1438年 - 1505年）はポーランド王カジミェシュ4世と結婚した。その長男ヴワディスワフ（ウラースロー2世）はボヘミアとハンガリーの王になった。

## 登場作品
- 乙女戦争 ディーヴチー・ヴァールカ